# De Blote Belg (televisieserie)
De Blote Belg is een Vlaamse televisieserie van het productiehuis Telesaurus met presentator Marcel Vanthilt, die in april 2001 verscheen op TV1 (nu VRT 1) werd uitgezonden.
In De blote Belg werden Belgen in de meest bizarre situaties gelokt. Dat alles werd geregistreerd door verborgen camera's. Aan BV's in de studio om hun reacties te voorspellen.
Van 9 april 2001 tot en met 1 augustus 2001 werd de 272ste strip van Suske & Wiske met als titel: De blote Belg gepubliceerd in De Standaard en Het Nieuwsblad. Oorspronkelijk was het de bedoeling dat de inhoud van de strip en het televisieprogramma verregaand op elkaar zouden inspelen. Uiteindelijk bleef de samenwerking echter beperkt tot een spel aan het einde van elke aflevering, waarbij het vervolg van de strip moest worden geraden. 